# Johann Caspar Lavater
Johann Caspar Lavater (ur. 15 listopada 1741 w Zurychu, zm. 2 stycznia 1801 tamże) – szwajcarski poeta i kaznodzieja. 
W 1769 przyjął święcenia kapłańskie. W tym samym roku podjął dyskusję z Mosesem Mendelssohnem, którego usiłował nawrócić na chrześcijaństwo, posyłając mu swój przekład Palingénésie philosophique Charlesa Bonneta, do którego to dzieła napisał przedmowę. Książka ta dowodziła słuszności objawienia odwołując się do nauk przyrodniczych. Lavater wezwał Mendehlsonna do obalenia rozumowania Bonneta lub przyjęcia chrześcijaństwa. Mendelssohn podjął dysputę, zakwestionował jednakże możliwość dowodzenia słuszności jakichkolwiek treści religijnych przy pomocy takiej dialektyki. Sprawa ta przyniosła Lavaterowi uznanie jako przywódcy religijnemu.
 W medycynie znany z koncepcji fizjonomiki mówiącej o odwzorowaniu duszy w rysach twarzy i kształcie czaszki. 
Jako poeta, opublikował Christliche Lieder oraz poematy Jesus Messias (1780) i Joseph von Arimathia (1794).

## Dzieła
- 1762: Der ungerechte Landvogd
- 1768–1778: Aussichten in die Ewigkeit
- 1769: Drey Fragen von den Gaben des Heiligen Geistes
- 1771: Geheimes Tagebuch von einem Beobachter seiner selbst
- 1772: Von der Physiognomik
- 1773: Unveränderte Fragmente aus dem Tagebuch eines Beobachters seiner Selbst
- 1775–1778: Physiognomische Fragmente
- 1776: Abraham und Isaak
- 1780: Jesus Christus oder Die Zukunft des Herrn
- 1782–1785: Pontius Pilatus, oder der Mensch in allen Gestalten, oder Höhe und Tiefe der Menschheit, oder die Bibel im kleinen und der Mensch im grossen, oder ein Universal- Ecce-Homo, oder Alles in Einem
- 1786: Nathanael
- 1788: Christlicher Religionsunterricht für denkende Jünglinge
- 1790–1794: Handbibliothek für Freunde
- 1793: Regeln für Kinder
- 1793: Reise nach Kopenhagen im Sommer
- 1794: Joseph von Arimathia
- 1795: Anacharsis oder vermischte Gedanken und freundschaftliche Räthe (verfasst im Möchhof am Zürichsee am Mittwoch
- 1798: Wort eines freyen Schweizers an die grosse Nation
- 1800–1801: Freymüthige Briefe über das Deportationswesen und seine eigne Deportation nach Basel
- Vermischte Schriften (2 tomy, 1774-1781)
- Kleinere prosaische Schriften (3 tomy, 1784-1785)
- Nachgelassene Schriften (5 tomów, 1801-1802)
- Sämtliche Werke (zbiór wierszy; 6 tomów, 1836-1838)
- Ausgewählte Schriften (8 tomów, 1841-1844).